# 马卡尼奥
马卡尼奥（義大利語：Maccagno），曾是意大利瓦雷泽省的一个市镇。总面积16平方公里，人口2042人，人口密度127.6人/平方公里（2009年）。国家统计（ISTAT）代码为012094。
2014年2月4日马卡尼奥、马焦雷湖畔皮诺及韦达斯卡三个市镇合并为新的马卡尼奥-皮诺和韦达斯卡市镇。